# 横山信二
横山信二（よこやま しんじ、1893年 - 1939年）は、日本の造園家。官庁造園技師として活躍し、関東大震災後の東京の隅田・浜町・錦糸の三大復興事業公園、東京緑地計画、東京の風致地区策定等に対し大きな業績を残した。福井県生まれ。

## 経歴
第八高等学校 (旧制)を経て、1921年（大正10年）、東京帝国大学農学部農学科第一部を卒業し、この年10月明治神宮造営局外苑課に入局した。翌年工務課に移り、1924年、造営局技手となった。神宮内外苑工事完了後に帝都復興事業がはじまり、1925年、内務省復興局技手となる。1927年（昭和2年）には復興局技師に就任。
1930年（昭和5年）、復興局官制廃止による復興事務局設置により、1932年の復興事務局官制廃止までは内務省東京地方委員会技師兼復興事務局建築課技師を拝命し、その後内務省都市計画地方委員会技師として専念するが、1938年から病で倒れ翌年47歳で天逝した。

## 業績
1927年（昭和2年）の帝都復興による国施行の東京と横浜の6公園の計画施行で、とくに東京の錦糸公園築造工事の末期と隅田・浜町の両公園に関与、浜町公園の陸上競技場や野球場、隅田公園西側のプールスタンドや少年プール、錦糸公園の中央大トラックなどの運動施設の設計設置構想を打ち出す（横浜の公園の方には運動施設は設置なされなかった）。
1932年（昭和7年）から、北村徳太郎等と共に東京緑地計画協議会幹事として東京緑地計画の原案作成に参画、その完成まで総額5億円を目標としたといわれる試算まで算出、1937年には成案にさせる。緑地計画と併行して風致地区の調査、配置計画や道路緑化事業にも強い関心をもってこれに当り、当時の帝都防備と土地修景の原則を打ち立てている。
一方で東京景園倶楽部を設立、1938年には内務省内に設立された公園緑地協会創立に尽力し、創立以来幹事をつとめていた。

## 栄典
- 1930年（昭和5年）12月5日 - 帝都復興記念章[1]